# Jamal Jebrane
Jamal Jebrane (ur. 20 sierpnia 1957 w Al-Kunajtirze) – marokański piłkarz grający na pozycji pomocnika. W swojej karierze grał w reprezentacji Maroka.

## Kariera klubowa
Swoją karierę piłkarską Jabrane rozpoczął w klubie KAC Kénitra, w którym zadebiutował w 1976 roku i grał w nim do 1987 roku. W sezonach 1980/1981 i 1981/1982 wywalczył z nim dwa mistrzostwa Maroka. W latach 1987–1989 występował w klubie Union Sidi Kacem, w którym zakończył karierę.

## Kariera reprezentacyjna
W reprezentacji Maroka Jebrane zadebiutował w 1979 roku. W 1980 roku powołano go do kadry na Puchar Narodów Afryki 1980. Rozegrał w nim pięć meczów: grupowe z Gwineą (1:1), z Algierią (0:1) i z Ghaną (1:0), półfinałowy z Nigerią (0:1) oraz o 3. miejsce z Egiptem (2:0). Z Marokiem zajął 3. miejsce w tym turnieju.
W 1986 roku Jebrane został powołany do kadry na Puchar Narodów Afryki 1986. Na tym turnieju rozegrał jeden mecz, o 3. miejsce z Wybrzeżem Kości Słoniowej (2:3). Z Marokiem zajął 4. miejsce. W kadrze narodowej występował do 1986 roku.